# La Côte barbare
La Côte barbare (The Barbarous Coast) est un roman noir américain de Ross Macdonald paru en 1956. C'est le sixième roman de la série ayant pour héros le détective privé Lew Archer. 

## Résumé
Au Channel Club de Malibu, lieu huppé et feutré, des milliardaires peuvent rencontrer discrètement de jolies filles en quête de gloire et de fortune. Toutes n'ont pas la même chance. Deux ans auparavant, le corps de Gabrielle Torres a été retrouvée, sans vie, sur une plage de cette côte barbare de Californie, où le sexe sert de monnaie d'échange. Puis, il y a quelques jours, a disparu Hester Campbell, une plongeuse qui donnait des cours de natation dans la piscine du club. Après une tentative infructueuse de son mari, un reporter, d'escalader les grilles de la propriété pour en savoir plus, le détective privé Lew Archer est engagé et se charge de l'enquête. 
Non sans peine, Archer parvient à découvrir que les meurtres de Torres et Campbell sont liés. Gabrielle avait une liaison avec Simon Graff, un homme marié. Or, Clarence Bassett, le gérant du club, a compris tout de suite l'avantage qu'il pouvait en tirer. Il prévient la femme de Graff qui, selon leur plan, doit tuer son mari en le prenant en flagrant délit d'adultère. Une fois l'affaire oubliée, elle épousera le gérant. Au lieu de cela, Mrs. Graff  blesse grièvement Gabrielle, et Bassett, sans état d'âme, achève la jeune fille, puis tente de faire chanter Simon Graff. Or, il est lui-même victime du chantage de la jeune Hester Campbell. Il lui règle son compte.

## Éditions
Édition originale américaine
- (en) Ross Macdonald, The Barbarous Coast, New York, Knopf, 1956 (OCLC 795467734)

Éditions françaises
- (fr) Ross Macdonald (auteur) et Madeleine Michel-Tyl (traducteur), Faut pas se mouiller [« The Barbarous Coast »], Paris, Presses de la Cité, coll. « Un mystère no 319 », 1957, 223 p. (BNF 32403284)
- (fr) Ross Macdonald (auteur) et Madeleine Michel-Tyl (traducteur) (trad. de l'anglais), La Côte barbare [« The Barbarous Coast »], Paris, J'ai lu, coll. « J'ai lu. Policier no 1823 », 1985, 217 p. (ISBN 2-277-21823-5, BNF 34864024)
- (fr) Ross Macdonald (auteur) et Madeleine Michel-Tyl (traducteur) (trad. de l'anglais), La Côte barbare [« The Barbarous Coast »], Paris, 10/18, coll. « Grands détectives no 3210 », 2000, 204 p. (ISBN 2-264-03112-3, BNF 37106245)
- (fr) Ross Macdonald (auteur) et Jacques Mailhos (traducteur) (trad. de l'anglais), La Côte barbare [« The Barbarous Coast »], Paris, Éditions Gallmeister, coll. « Totem no 45 », 2014, 279 p. (ISBN 978-2-35178-545-4, BNF 43908281) Cette dernière traduction est la seule à donner le texte intégral auparavant largement tronqué dans la traduction française.

## Sources
- Jean Tulard, Dictionnaire du roman policier : 1841-2005. Auteurs, personnages, œuvres, thèmes, collections, éditeurs, Paris, Fayard, 2005, 768 p. (ISBN 978-2-915793-51-2, OCLC 62533410), p. 175 (Notice La Côte barbare).
- (en) Tom Nolan (préf. Sue Grafton), Ross Macdonald : a biography, New York, NY, Scribner, 1999, 496 p. (ISBN 0-684-81217-7 et 978-0-684-81217-5, OCLC 40180979)